# Marija Fedosjewna Wetrowa

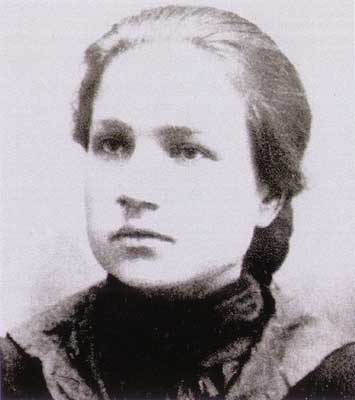
Marija Wetrowa

Marija Fedosjewna Wetrowa (russisch Мария Федосьевна Ветрова; * 3. Januar 1870 im Dorf Solonowka, Gouvernement Tschernigow, Russisches Kaiserreich; † 12. Februar 1897 in Sankt Petersburg) war eine ukrainische Lehrerin und Mitglied der Sankt Petersburger Gruppe der Narodowolzen.

## Leben
Marijas Mutter, die Kosakin Alexandra Nikolajewna Wetrowa und ihr Vater, ein Notar, hatten sich nicht kirchlich trauen lassen. Darum galt Marija seinerzeit als deren uneheliche Tochter. Also wurde Marija zu Bauern weggegeben und kam dann in ein Waisenhaus. Trotzdem absolvierte das Mädchen das Tschernigower Gymnasium und war darauf seit dem 12. Januar 1889 als Lehrerin in Ljubetsch tätig. Im April 1889 nahm Nikolai Sadowski Marija auf Empfehlung von Marija Sankowezkaja in seine Theatertruppe auf.
Von 1890 bis 1894 arbeitete Marija Wetrowa in Asow als Lehrerin. 1894 wurde sie in die Sankt Petersburger Bestuschewskije kursy als Studentin aufgenommen.
Die Sommerferien 1895 verbrachte Marija Wetrowa auf dem Lande – in einem Dorf in der Nähe von Tolstois Jasnaja Poljana. Eine Begegnung mit dem Schriftsteller, in der Marija als selbstbewusste junge Frau auftrat, ist überliefert.
Ab Herbst 1895 unterrichtete sie Petersburger Fabrikarbeiter in einer Sonntagsschule. Im Frühjahr 1896 nahm Marija Wetrowa ein Zimmer im Haus Nr. 6 der Petersburger Kleinen Italienischen Straße.
Am 22. Dezember 1896 um sechs Uhr morgens wurde sie wegen Tätigkeit in der Petersburger Druckerei Lachtinskaja tipografija zusammen mit Anna Michailowna Rasputina festgenommen. Marija Wetrowa saß im Gefängnis Trubezkoi-Bastion – in der Peter-und-Paul-Festung gelegen. Die Narodowolzin starb an den Folgen eines Selbstverbrennungsversuchs – ausgeführt am 8. Februar 1897 aus Protest gegen die Haftbedingungen – vier Tage später im Gefängniskrankenhaus. Marija Wetrowa wurde am 13. Februar an unbekanntem Ort beerdigt.

## Trotzki
Leo Trotzki schrieb in seinen Erinnerungen, er sei durch die sogenannten Wetrowa-Demonstrationen, die als Reaktion auf die Verbrennung in russischen Universitätsstädten folgten, zum Revolutionär geworden.

## Anmerkung
1. ↑  Druckerei Lachtinskaja tipografija – benannt nach dem Petersburger Viertel Lachta (russ. Лахта (исторический район)), dem Standort der Druckerei.

| Personendaten    | Personendaten                           |
| ---------------- | --------------------------------------- |
| NAME             | Wetrowa, Marija Fedosjewna              |
| ALTERNATIVNAMEN  | Ветрова, Мария Федосьевна (russisch)    |
| KURZBESCHREIBUNG | russische Narodowolzin                  |
| GEBURTSDATUM     | 3. Januar 1870                          |
| GEBURTSORT       | Dorf Solonowka Gouvernement Tschernigow |
| STERBEDATUM      | 12. Februar 1897                        |
| STERBEORT        | Sankt Petersburg                        |